# 若林稔弥
若林 稔弥（わかばやし としや、1987年4月11日 - ）は、日本の漫画家。男性。既婚。

## 作品リスト

### 漫画作品

#### 連載
- 大魔王ザキ!!（『コミックギア』2009年Vol.1[3] - Vol.2〈未完〉）
- 恋するみちるお嬢様（『月刊少年ガンガン』2012年4月号 - 2013年5月号）
- 僕はお姫様になれない（『コミック電撃だいおうじ』2013年）
- 徒然チルドレン[4]（『別冊少年マガジン』2014年9月号 - 2015年4月号→『週刊少年マガジン』2015年20号[5] - 2018年32号[6]） - 2017年にテレビアニメ化。
- 幸せカナコの殺し屋生活（『最前線』2019年4月26日 - ）
- ぱちん娘。（『DMMぱちタウン』2020年7月7日 - ） - 単行本は星海社より発行。

#### 読み切り
- 執事の推し事（『コミック電撃だいおうじ』VOL.100付録小冊子『アニバーサリーだいおうじ』[7]）
- ポカリスエットのPRマンガ収録（『バズった#PRマンガがめちゃくちゃおもしろいので1冊にまとめてみた！』2022年[8]） - 表紙イラストも担当[8]
- 城崎絵梨香は優しいの（『コミック電撃だいおうじ』VOL.121[9]） - 「10周年記念読切フェスティバル！」企画作品[9]。
- 姫ちゃんのひめごと（『花とゆめ』2024年21号[10]） - 「50周年だから！花ゆめ部員がやってみました企画」第17弾インタビュー[11]とともに掲載[10]。

### 書籍
- 『恋するみちるお嬢様』、スクウェア・エニックス〈ガンガンコミックス〉2012年 - 2013年、全2巻
- 『僕はお姫様になれない』、KADOKAWA〈電撃コミックスNEXT〉2014年 - 2016年、全3巻
- 『徒然チルドレン』、講談社〈講談社コミックス〉2014年 - 2018年、全12巻
  - （カラー版）講談社〈星海社COMICS〉2025年 - 、既刊3巻（2025年7月9日現在）
- 『幸せカナコの殺し屋生活』、星海社〈星海社COMICS〉2019年 - 、既刊7巻（2023年3月8日現在）
- 『ぱちん娘。』、星海社〈星海社COMICS〉2021年 - 、既刊7巻（2025年3月12日現在）

### その他
- マンガ家さんとアシスタントさんと（2014年）第9話エンドカード
- 恋と嘘（2017年）第7話エンドカード
- BEM（2019年）第8話エンドカード
- スーパー野田ゲーPARTY（2021年）『〜GALS FIGHTER〜応援』制作

## 出演

### テレビ
- YOUは何しに日本へ?（テレビ東京、2013年11月11日放送）
- YOUは何しに日本へ?（テレビ東京、2021年11月22日放送）